# Tren con pasillo

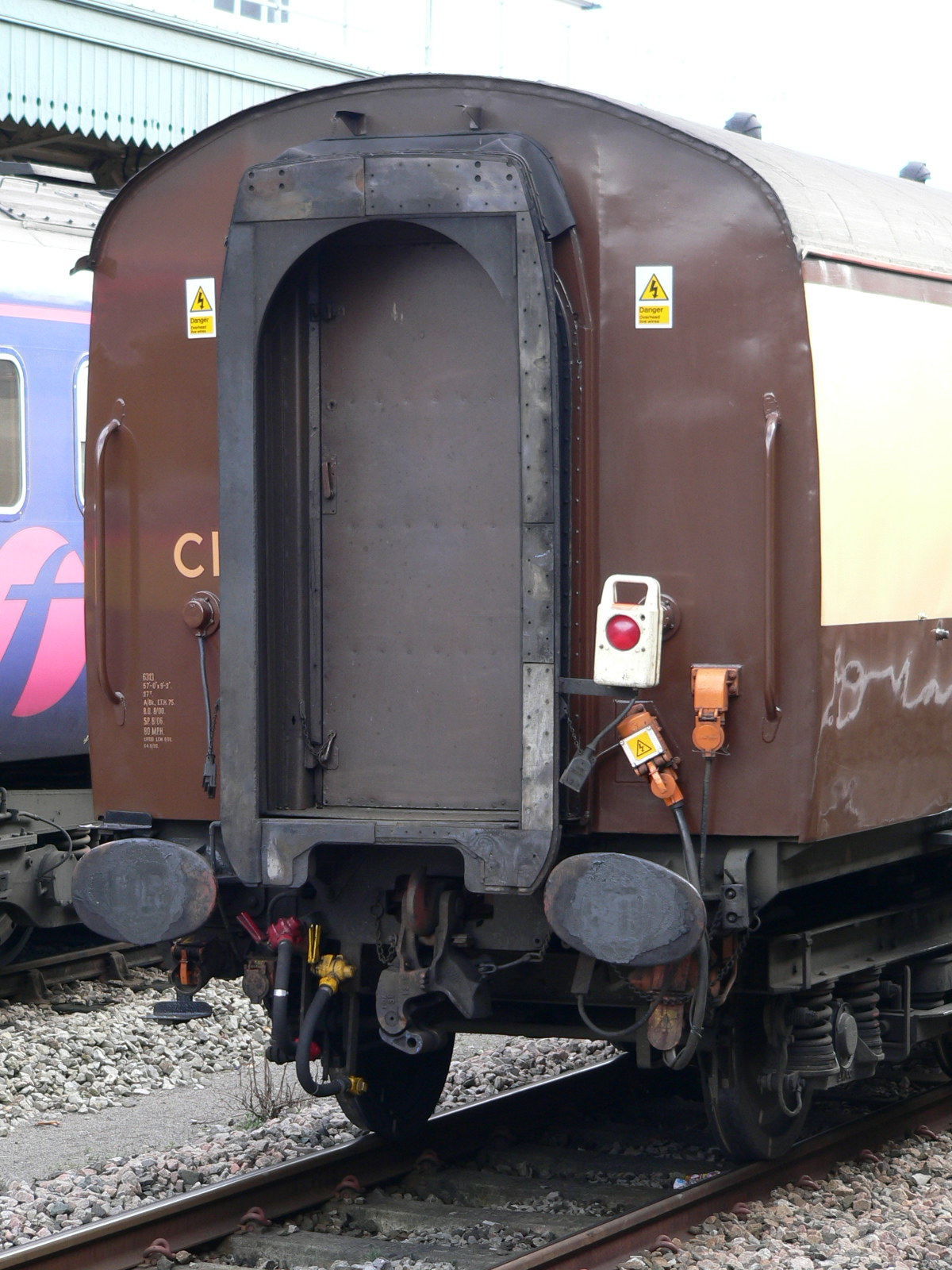
Coche British Railways Mark 1 equipado con una conexión de pasarela del tipo Pullman

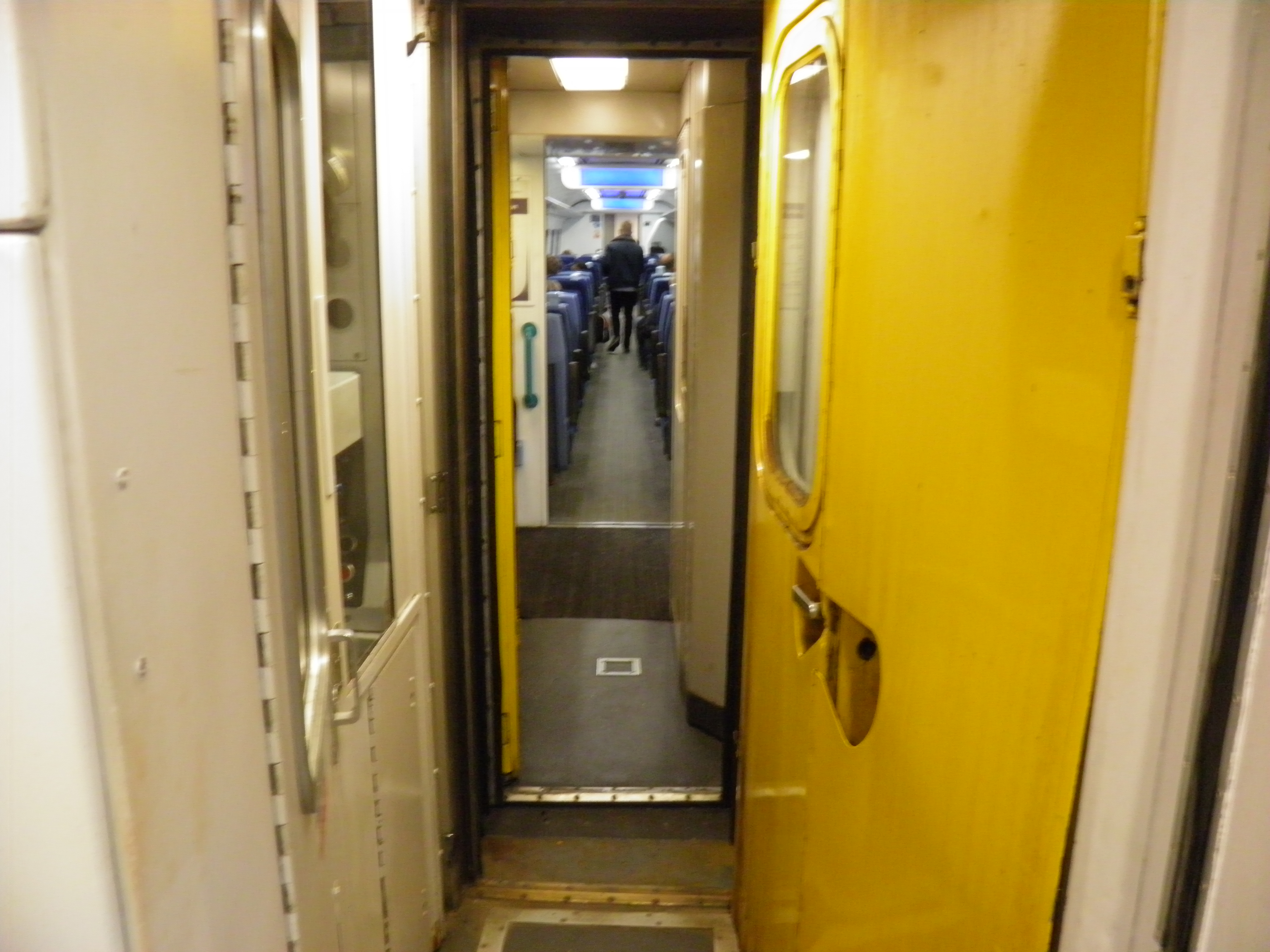
Vista interna de las pasarelas entre un British Rail Clase 153 y un British Rail Clase 158. Obsérvense las puertas a los lados, que impiden que los pasajeros accedan a las cabinas de cualquiera de las unidades. Cuando la pasarela no está en uso, se fija hacia afuera para bloquear todo el compartimento de la cabina/pasarela

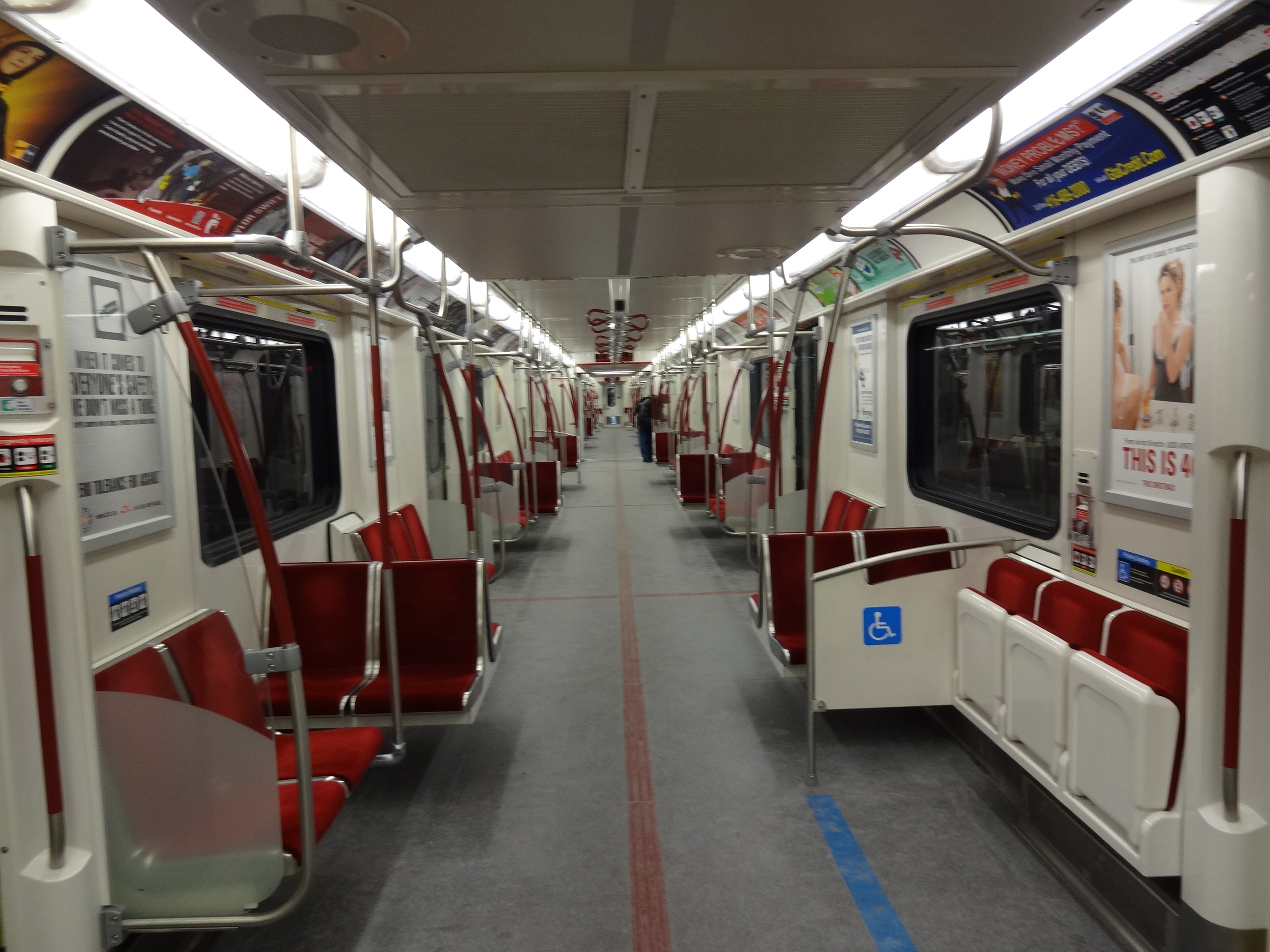
Vista completa de un tren Toronto Rocket, con asientos plegables a la derecha

Se denomina tren con pasillo o tren con corredor a aquel que dispone de conectores flexibles instalados a modo de pasarelas en los extremos de sus coches, lo que permite a los pasajeros moverse de un coche a otro sin peligro de caerse a las vías.
La generalización de este diseño (introducido en 1887 gracias a la idea desarrollada en Estados Unidos por George Pullman) supuso una revolución funcional que permitió incorporar numerosos servicios a bordo de los trenes de larga distancia (como los aseos, el coche bar, el coche restaurante o el servicio de comidas en cada asiento), a la vez que simplificó la tarea de revisores e interventores cuando tenían que recorrer el tren, además de facilitar la subida y la bajada de los viajeros por cualquier puerta. Todas estas opciones no eran posibles en los primeros trenes, en los que los coches individuales exentos estaban compartimentados, y no se había previsto la posibilidad de que los viajeros pudieran pasar de unos a otros durante el viaje.   

## Orígenes: coches de los ferrocarriles británicos y estadounidenses
El Ferrocarril de Londres y del Noroeste (LNWR) fue la primera compañía británica en introducir las disposiciones necesarias para que los pasajeros pudieran pasar de un vagón a otro mientras el tren estaba en movimiento. En 1869 construyó un par de coches salón para el uso de la reina Victoria, que disponían de unos bastidores inferiores con seis ruedas (los bogies no aparecieron en Gran Bretaña hasta 1874), y se instaló una pasarela en un solo extremo de cada coche. Sin embargo, la reina prefirió esperar a que el tren se detuviera antes de utilizar la pasarela.

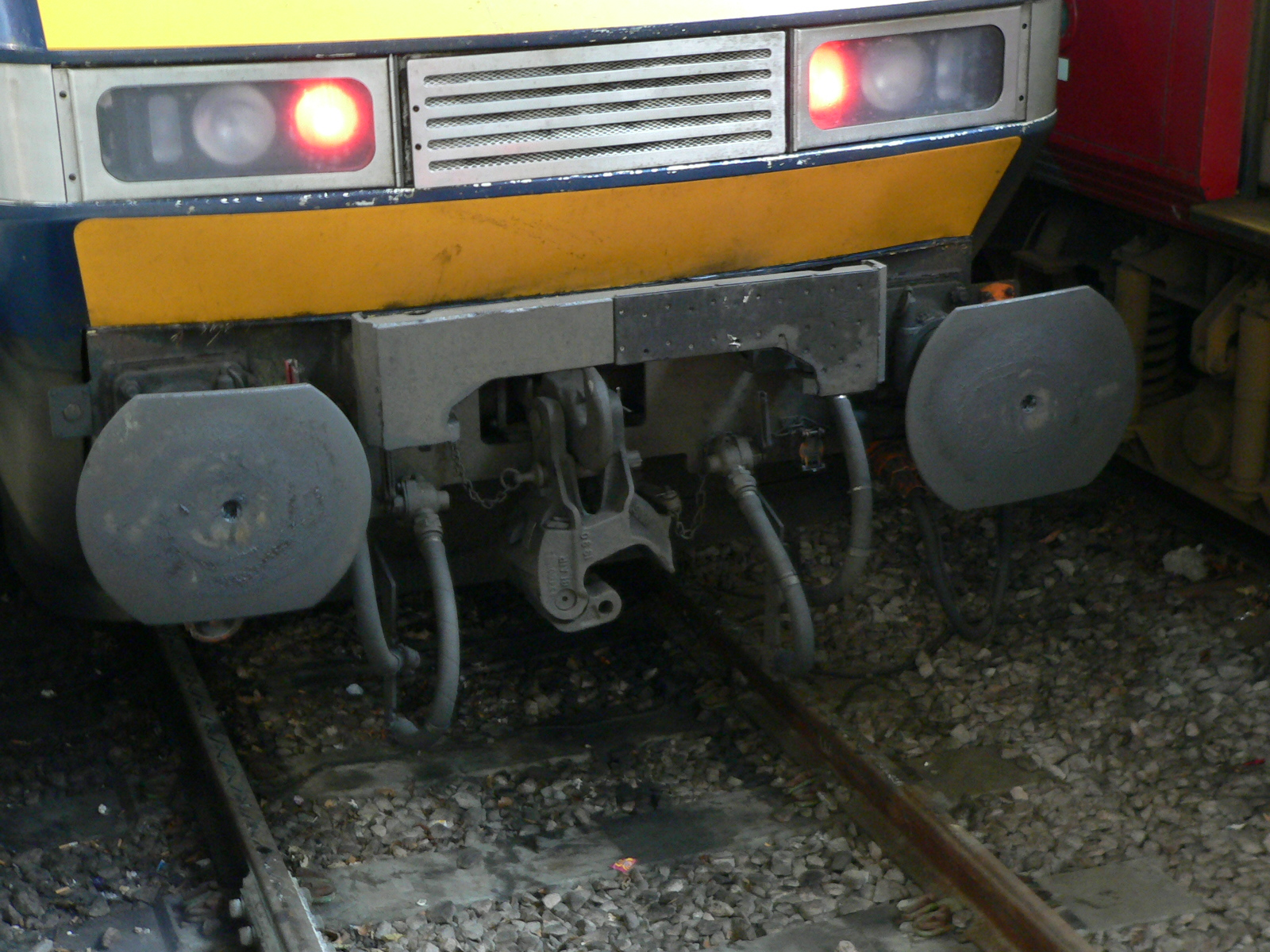
Esta locomotora británica dispone de una placa de acoplamiento central similar a la instalada en la parte inferior de una conexión de pasarela tipo Pullman

En 1887, George Pullman presentó su tren vestibulado patentado. Los coches de ferrocarril más antiguos tenían plataformas abiertas en sus extremos, que se usaban tanto para subir como para salir del tren, pero también se podían usar para pasar de un vagón a otro. Esta práctica era peligrosa, por lo que Pullman decidió convertir la plataforma en un vestíbulo cerrado. El paso entre los coches se realizaba mediante un pasaje en forma de diafragma rectangular con unos marcos de acero montados encima de una placa colocada sobre el acoplador central. El vestíbulo evitaba que los pasajeros se cayeran y los protegía de las inclemencias meteorológicas al pasar de un coche a otro. En caso de accidente, el diseño también contribuía a evitar que los coches se apilasen unos sobre otros, lo que reducía el riesgo de efecto telescópico. Los vagones de Pullman se utilizaron por primera vez en 1887, y entre los usuarios iniciales se encontraba el Ferrocarril de Pensilvania en el servicio "Pensilvania Limited" que circulaba hasta Chicago.
El Great Northern Railway introdujo en Gran Bretaña la conexión de pasarela de diseño Gould en 1889, cuando E. F. Howlden era su superintendente de moterial remolcado.
En marzo de 1892, el Great Western Railway (GWR) introdujo un conjunto de coches con pasarela en su servicio desde la Estación de Paddington hasta Birkenhead. Construidos según el diseño de William Dean, estos coches formaron el primer tren británico de pasillo lateral en tener conexiones de pasarela entre todos los vagones, aunque no se concibieron para permitir que los pasajeros se movieran a lo largo del tren, sino para permitir que el interventor pudiera llegar rápidamente a cualquier compartimento, y se instalaron timbres eléctricos para poder llamarlo. Cuando no era necesaria la presencia del interventor, las puertas de comunicación se mantenían cerradas, de manera que los pasajeros todavía no podían usar el pasillo lateral para acceder al aseo.
Las conexiones de la pasarela de los primeros coches con corredor del GWR estaban desplazadas hacia un lado. Algunos coches destinados a utilizarse en los extremos de los trenes tenían la conexión de la pasarela instalada en un solo extremo. El GWR introdujo los coches restaurante en 1896 (cuando los trenes ya disponían de conexiones de pasarela), pero se esperaba que los pasajeros que desearan utilizar el coche restaurante lo abordaran al comienzo de su viaje y permanecieran allí, de forma que las conexiones aún no eran de uso público.

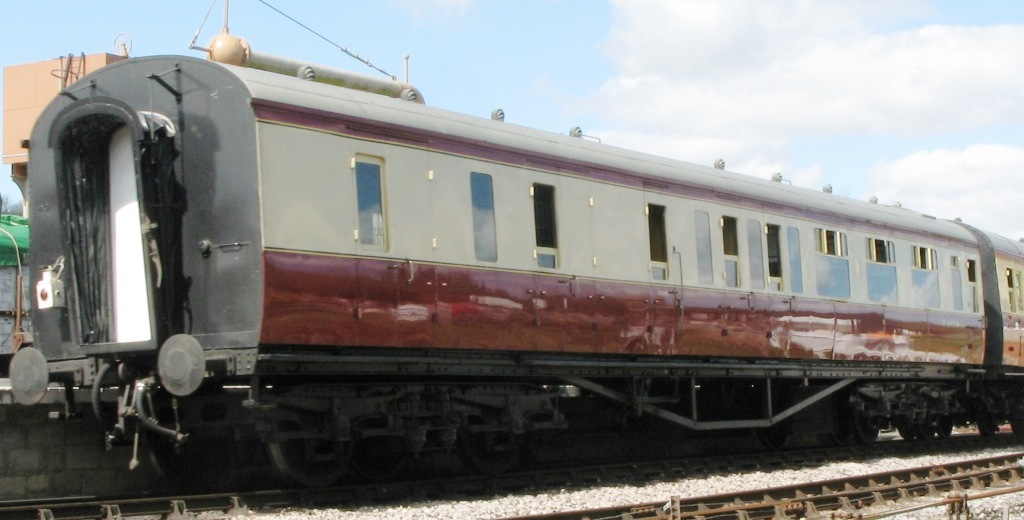
Un coche del GWR equipado con una conexión de pasarela estándar británica del tipo "suspendido"

En mayo de 1923, el GWR introdujo varios coches nuevos en sus servicios de Gales del Sur. Muchos de ellos disponían de conexiones de pasarela estándar británicas y acopladores de tornillo; otros tenían conexiones de pasarela tipo Pullman y acopladores Laycock "buckeye"; y había algunos con un tipo en un extremo y otro tipo en el otro. En 1925, el GWR comenzó a utilizar la forma "suspendida" de conexión de pasarela en lugar del tipo de "tijeras". A partir de 1938, los coches del GWR que se esperaba que necesitaran acoplarse a los del LNER o del SR se equiparon con adaptadores de pasarela para permitir la conexión de los diferentes tipos.
Desde el principio, el Ferrocarril de Londres, Midland y Escocés usó el tipo de conector de pasarela estándar británico, con su sistema de "tijeras" como el que usaba el GWR. A algunos coches destinados a las líneas del LNER o del SR se les dotó de adaptadores para que pudieran acoplarse con seguridad a los coches equipados con pasarela tipo Pullman.
Con la formación de British Railways el 1 de enero de 1948, los operadores decidieron producir una nueva gama de vagones estándar, en lugar de perpetuar los diseños existentes, pero los nuevos tipos tenían que ser compatibles con los antiguos. Dos de las empresas anteriores a BR (GWR y el Ferrocarril de Londres, Midland y Escocés) preferían la pasarela British Standard, mientras que las otras dos (el Ferrocarril de Londres y del Noroeste y el Ferrocarril del Sur) usaban el tipo Pullman. En el diseño de sus nuevos coches Mark 1, British Railways decidió estandarizar el tipo Pullman en vista de su mayor resistencia al efecto de cabalgamiento entre los coches en caso de accidente.
Estas pasarelas consistían en una placa de acero plana, con una gran abertura para el paso. En la parte inferior estaba remachada a la placa de giro, mientras que la parte superior estaba apoyada en el extremo del vagón por dos unidades de resortes telescópicos. En el extremo del coche estaba situado un dintel de madera, conectado a la placa frontal por un diafragma flexible hecho de asbesto plastificado. Cuando se acoplaban dos coches, se utilizaba una cortina para cubrir las superficies interiores de los diafragmas y de las placas frontales. El dintel soportaba una puerta con cerradura, ya fuese de tipo corredera o con bisagras, según la disposición interior de ese extremo del vagón.

### Oficinas postales itinerantes

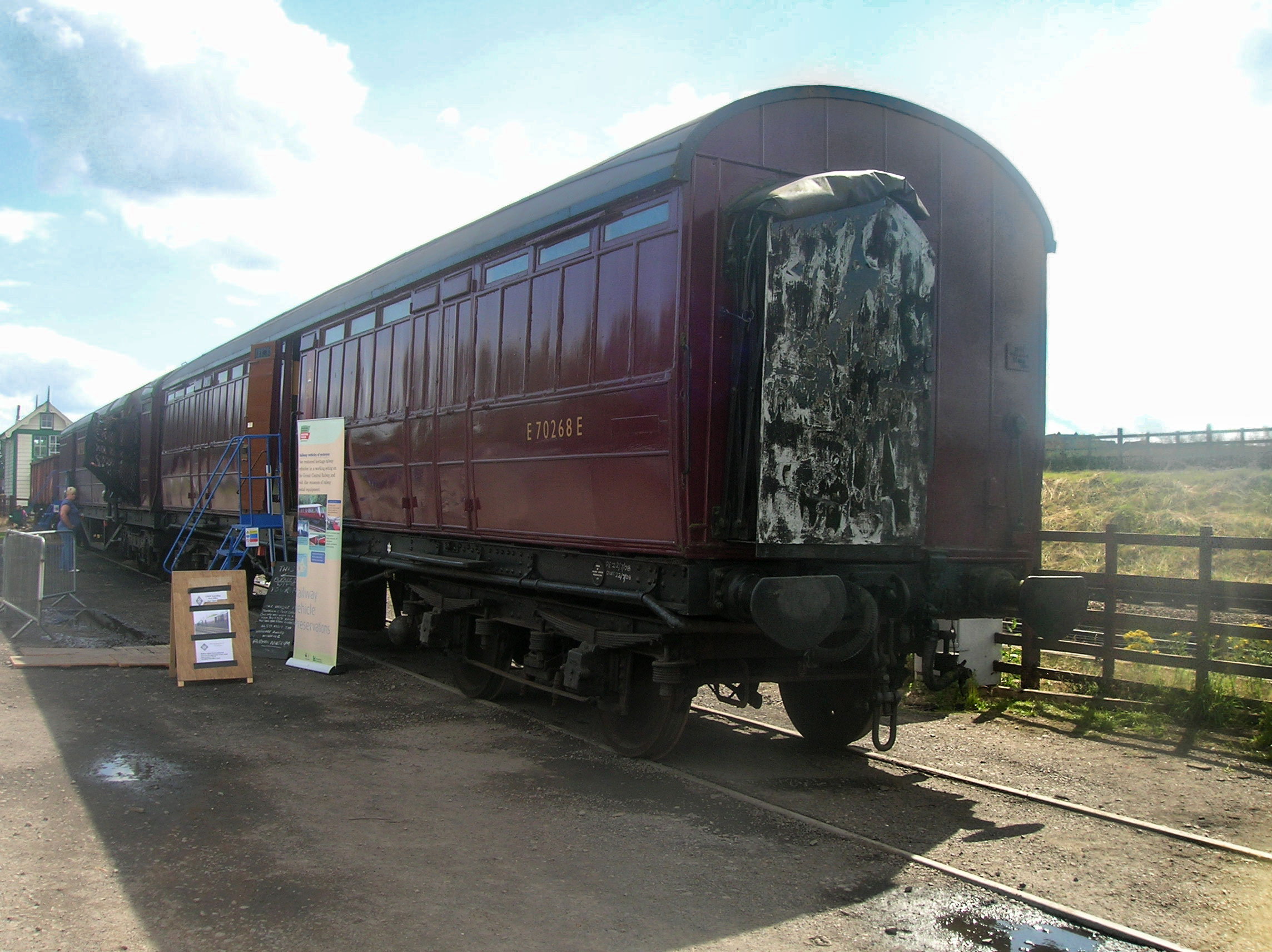
Un furgón postal del LNER con conexión de pasarela desplazada

Los coches construidos como furgón oficina postal normalmente tenían sus conexiones de pasarela desplazadas hacia un lado. Había dos razones principales: mejorar la seguridad de estos furgones cuando se acoplaban a coches de pasajeros ordinarios (dado que las diferentes posiciones de la pasarela minimizaban el riesgo de intrusión); y poder disponer de más espacio para las mesas de clasificación, de manera que los trabajadores postales podían caminar en línea recta entre furgones sin molestar a los clasificadores.
Una desventaja era que cuando se añadía un furgón a un tren oficina postal, era necesario darle la vuelta antes de poder utilizarla. Después de la formación de British Railways, la mayoría de los nuevos furgones postales Mark 1 recibieron pasarelas centrales, aunque un lote destinado a trabajar con furgones más antiguos recibió pasarelas desplazadas, aunque fueron modificados a la disposición estándar en 1973. Hasta entonces, habían sido los únicos coches BR Mark 1 que no tenían la pasarela tipo Pullman.

## Ténder con pasillo

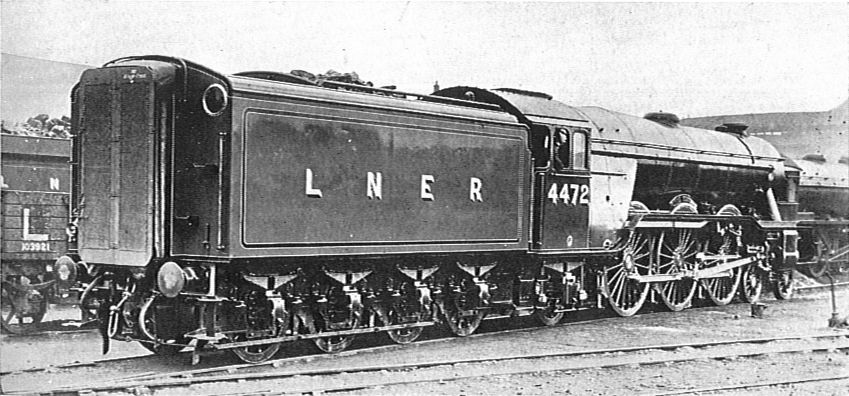
Locomotora LNER Clase A1 4-6-2 con un ténder con pasillo, cuya ventana circular aparece en el lado superior derecho de la parte trasera

Un ténder con pasillo dispone de un corredor longitudinal de paso situado a uno de sus lados, lo que permite cambiar de tripulación de la locomotora en plena marcha.
El Ferrocarril de Londres y el Noreste (LNER) decidió que desde el comienzo de su horario de verano el 1 de mayo de 1928, el servicio Flying Scotsman operaría sin escalas sobre el recorrido de 392,7 millas (632 km) entre la Estación de King's Cross en Londres y Edimburgo Waverley. Las locomotoras a utilizar eran las de la Clase A1 de dicho ferrocarril, y la duración prevista del viaje era de 8 horas y cuarto, un período de tiempo demasiado largo para permitir que una sola tripulación manejara el tren sin descanso. Por lo tanto, se idearon los medios necesarios para que la tripulación pudiera cambiarse aproximadamente en el punto medio.

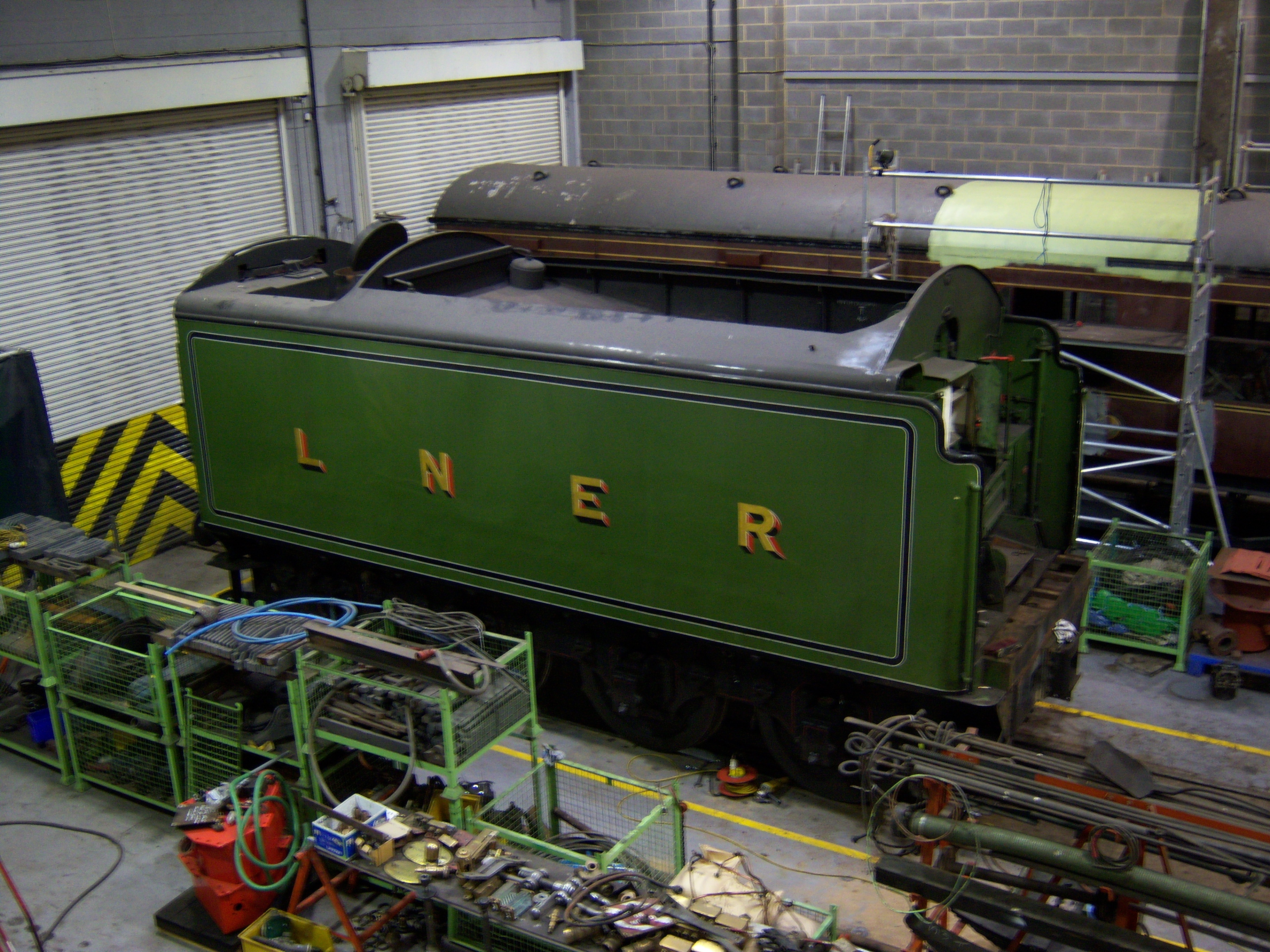
Un ténder con pasillo conservado. El pasillo discurre por el lugar más cercano a la cámara, y su parte superior se puede ver en el lado trasero

El equipo de diseño de locomotoras del LNER, encabezado por Nigel Gresley, produjo un nuevo diseño de ténder que era un poco más largo que el anterior, pero construido lo más alto y ancho posible sin comprometer el gálibo ferroviario. Se incorporó un pasillo en el lado derecho y en la parte trasera se instaló una conexión de pasarela tipo Pullman, junto con un acoplador buckeye, ambos compatibles con los coches del LNER. La pasarela era del tipo fuelle y estaba presionada contra el coche de cabeza por medio de pistones suspendidos.
Aunque se utilizó una conexión de pasarela normal, el paso a través del ténder tenía solo 5 pies (1,52 m) de alto y 18 pulgadas (0,5 m) de ancho, y el suelo estaba 2 pies (0,6 m) por encima del fondo del tanque de agua, lo que requería dos escalones en ambos extremos. El pasillo estaba iluminado por una única ventana circular en el lado trasero del ténder, colocada en lo alto y a la derecha de la conexión. Diez de estos ténderes se pusieron en servicio entre abril y septiembre de 1928, de los cuales tres se acoplaron a nuevas locomotoras de la Clase A3; dos se adjuntaron a locomotoras de la Clase A3 existentes y cinco se adjuntaron a locomotoras de la Clase A1. El diseño fue patentado por Gresley en agosto de 1928.
En servicio, el equipo de relevo viajaba en el coche delantero del tren, y a la mitad del camino, dejaban sus asientos y avanzaban por el pasillo del tender hasta la cabina de la locomotora. A su llegada, la tripulación anterior les traspasaba el mando y volvía a ocupar los asientos del tren que había dejado vacantes la tripulación de relevo.
En 1929 se construyó otro tender con corredor (Número 5484) para usarlo con la nueva locomotora Clase W1 4-6-4 no. 10000. Se construyeron cuatro más en 1935 con las primeras cuatro locomotoras de la nueva Clase A4, y los últimos siete se construyeron con el lote de 1937 de locomotoras Clase A4, lo que hace un total de 22. Las diez originales se reacondicionaron en 1936-1937, siendo unidos a otras locomotoras de la Clase A4. En mayo de 1948, el ténder con pasillo construido en 1929 se transfirió a una locomotora de Clase A4, después de lo cual los 22 permanecieron con esta clase hasta su retirada.

## Habitáculos continuos en trenes urbanos
|  |  |  |  |

En el transporte ferroviario urbano, las configuraciones con habitáculos continuos abiertos son habituales en trenes ligeros y tranvías, donde los coches se dividen en dos o más secciones conectadas por pasillos. Los autobuses articulados también tienen secciones remolcadas articuladas conectadas con un vestíbulo intermedio. Este tipo de configuraciones abiertas también se utilizan cada vez más en el material rodante de las distintas compañías de metro de todo el mundo. Su principal ventaja es que permiten a los pasajeros moverse sin problemas entre coches, sin necesidad de atravesar puertas y un área abierta peligrosa (lo que a menudo va en contra de las reglas). Además, este diseño aumenta la capacidad de los vagones del metro en aproximadamente un 10 %, una mejora significativa para sistemas como el Metro de Nueva York, donde la infraestructura y los horarios están al máximo de su capacidad.

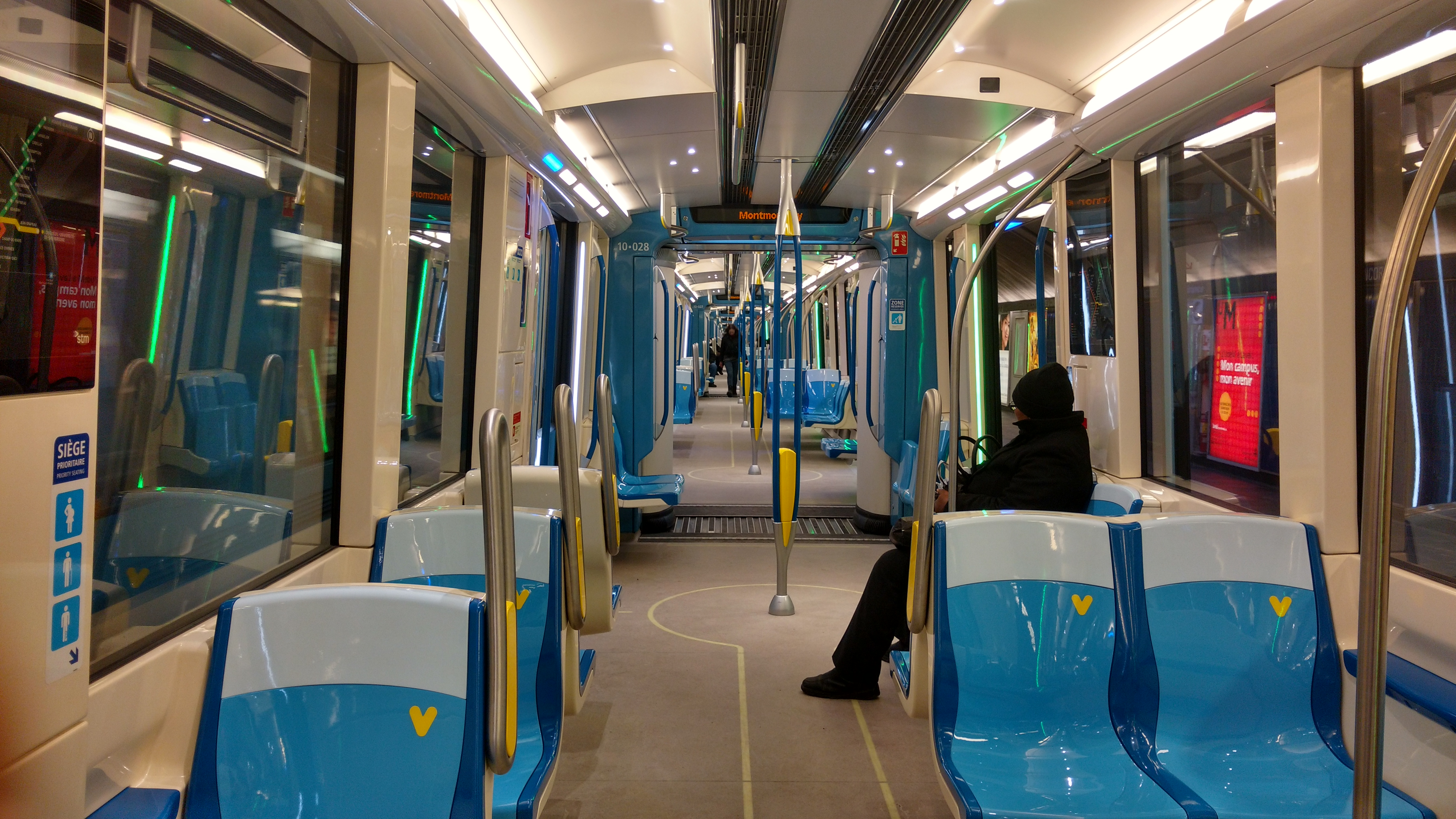
Vista interior del tren Azur MPM-10

El metro de la ciudad de Nueva York fue el primero del mundo en emplear trenes con vestíbulos continuos intermedios cuando implantó sus cohes articulados BMT, que prestaron servicio entre 1925 y 1965, y que luego serían operados por la Brooklyn-Manhattan Transit Corporation. No se volvieron a comprar coches como estos, ya que necesitaban reparaciones constantes y el crimen estaba aumentando en la ciudad de Nueva York en ese momento, lo que se tradujo en la política de mantener las puertas cerradas entre los vagones del metro por motivos de seguridad. La RATP fue el primera compañía de Europa en emplear coches de habitáculo continuo para el Metro de París, con los Bombardier MF 88 y los GEC Alsthom MP 89 (así como los NS-93 para el Metro de Santiago). Le siguieron el FGV con el modelo 3900 del Metrovalencia, el Metro de Madrid con los trenes AnsaldoBreda 7000 y CAF 8000, y el Metro de Roma con el modelo MA-300 (CAF S/300).
En América del Norte, el Comité de tránsito de Toronto (TTC) fue la segunda autoridad de transporte en utilizar material rodante con habitáculo continuo, con sus coches Toronto Rocket (una variante de la línea Bombardier Movia) entregados al sistema Metro de Toronto a partir de 2010. La Société de transport de Montréal (STM) actualizó su flota de coches de metro con trenes Azur (MPM-10) también con habitáculos continuos. El Metro de Montreal recibió los trenes Bombardier/Alstom MPM-10 Azur en 2016.
La Autoridad Metropolitana del Transporte (MTA) estaba considerando en 2016 el diseño para el pedido de una serie de coches R211 en construcción para el Metro de Nueva York. Inicialmente, el pedido constaría de 545 coches, de los que 20 se diseñarían con una configuración experimental de habitáculo continuo. El pedido incluía una opción para comprar hasta 640 coches de adicionales de este tipo, decisión que se iba a basar en el éxito de los prototipos. Si bien técnicamente no es un habitáculo continuo debido al uso de puertas, el BART de San Francisco permite a los pasajeros de sus trenes caminar entre coches a través de una pasarela más tradicional. Esta ha sido una característica desde su apertura en 1972.
El diseño de habitáculo continuo se incorporó a los trenes Alstom Metrópolis, Bombardier Movia y Innovia Metro, Siemens Inspiro y 81-760 Oka/81-765 Moskva que operan en distintos sistemas ferroviariso subterráneos de todo el mundo, como el Metro de Riad (Inspiro, Innnovia, Metrópolis); el Metro de Singapur (Metrópolis, Movia); el Metro de Barcelona, el Metro de Ámsterdam, el Metro de Budapest, el Subte de Buenos Aires, el Metro de Sídney (Metrópolis); el Vancouver SkyTrain (Innovia); el Metro de Londres (Inspiro New Tube for London, S Stock); el Metro de Bakú (Oka, Moscú); y el Metro de Taskent (Moscú).

Algunos trenes, como el BVG Clase HK del U-Bahn o el DBAG Clase 481 del S-Bahn, disponen de habitáculos continuos solo entre conjuntos de 2 o 3 coches. Las versiones recientes de estos trenes, el Clase IK y el Clase 483, el habitáculo continuo se extiende a lo largo de todo el tren.

## Unidades múltiples (cabezales de paso)
|  |  |  |  |  |

|  |  |  |  |  |

Una cabezal de paso es un tipo de conexión de pasarela que se instala en un conjunto de trenes y está destinada a permitir el paso de un tren a otro cuando están interconectados.
Con la mayoría de las unidades múltiples combinadas, es posible, como con los vagones remolcados por locomotoras, caminar de una unidad a otra, pero el paso entre extremos con cabina adyacentes de trenes acoplados es menos común